# Mr. Bill (Musiker)
Mr. Bill, eigentlich Bill James Day (* 19. April 1988 in Sydney) ist ein australischer DJ und Electro-Musiker, dessen Musik besonders den Genres IDM und Glitch Hop zugeordnet werden kann.

## Werdegang
Bekannt wurde Mr. Bill im Jahre 2008 durch Tutorials auf YouTube, in denen er fast ausschließlich über die Digital Audio Workstation (DAW) Ableton redete und dem Zuschauer seine persönlichen Herangehensweisen der Musikproduktion offenbarte.
Über die Jahre entwickelte er einen individuellen Stil, über den er besonders auf den Plattformen Soundcloud, Twitch und Youtube Fans gewann. So besitzen seine eher komplex aufgebauten Lieder in den meisten Fällen „chopped Vocals“ (englisch für „zerhackte Gesangsstimmen“), sanft klingende Kick-/Snare-Drums bzw. Claps und charakteristische Elemente der Glitch-Hop-Musik, wie beispielsweise resampleten Synthesizern, dessen Sounds durch diverse Parameter-Modulationen (Filter-Cutoff, Verzerrungsintensität, FM-Intensität usw.) zustande kommen. Da Bill als Schlagzeuger aufgewachsen ist, legt er großen Wert auf individuelle und groovige Rhythmik.
Sowohl produktions- als auch arrangementtechnisch hat seine Arbeit experimentellen Charakter. So lassen sich seine Lieder zwar dem IDM und Glitch Hop zuordnen, doch weisen diese meist Elemente anderer Genres auf, u. a. des Psytrance, Dubstep, House, Metal und Jazz bis hin zu Bossa-Nova-ähnlichen Rhythmen. Die graphische Gestaltung von Album und Cover etc. übernimmt meist der eigenständige Künstler FuniLab. Mit karikaturartigen, digitalen Gemälden ist meist Mr. Bills „Maskottchen“, eine schwarze Figur mit cyanfarbigen Augen, dargestellt. Diese Kreatur hat eine avokadoförmige Figur und besitzt ebenso zwei Beine und Arme.
Bill besitzt einen Bachelortitel im Fachbereich Audio Engineering, welchen er im SAE Institute in Sydney erwarb. Laut seinen Twitch-Streams hätte ihm das Studium zwar die Grundlagen der Tontechnik unterrichtet, dennoch werde einem dort nicht der eigentliche Prozess des Sounddesigns beigebracht. Auf seiner gewerblichen Website bietet er u. a. Ableton-Tutorials und -Projektdateien an.

## Koproduktionen
Electrocado
Nebenbei führt Mr. Bill ein Duo-Projekt zusammen mit seinem Freund und Psytrance-Produzent Ryanosaurus. Das Duo namens Electrocado (welches sich aus den Wörtern „Electro“ und „Avocado“ zusammensetzt) spezialisiert sich laut eigener Angaben auf die Genres Psytrance, Electro, Glitch, Minimal und Progressive.
kLL Bill
Duo mit dem Solo-Künstler kLL sMTH, erste Veröffentlichung im Jahr 2022. Dieses Duo begeistert mit einem grotesken, umwerfenden und starken Sound Design.
Weitere Künstler
Neben der Arbeit an Solo-Projekten arbeitet Mr. Bill mit anderen Künstlern zusammen, u. a. mit Haywyre, ill.Gates, Slynk, Tha Fruitbat, Zebbler Encanti Experience, Au5, Frequent, Circuit Bent, Tekvision, Virtual Riot, Skope, Neelix, Clockvice und Vorso. Ebenso hinterließ Bills Musik einen positiven Eindruck bei Deadmau5. Joel Zimmerman forderte Bill schließlich auf, als Electrocado während seiner Show „Lots of shows in a row: pt. 2“ aufzutreten.

## Alben
- Cell Abrasions (2008)
- Barcodes (2009)
- The Ulterior Vadge Shpiel Rehearsal (2009)
- The Collaborative Endeavors (2013)
- IRL (2014)
- Settling for Mediocrity (2014)
- Corrective Scene Surgery (2015-heute)
- The Recency Effect (2018)
- Apophenia (2018)
- Phantasmagoria (2021)
- Phantasmagorical (2023)

## EPs
Mr. Bill
- Chipmonks mit Black Samurai (2009)
- A Serious Start to Something Seriously Unserious (2010)
- Suave (2010)
- The Designer (2010)
- Sway (2011)
- Pteroplex mit Tha Fruitbat (2011)
- Entanglement mit Circuit Bent, Tom Cosm, und Sun In Aquarius (2011)
- Focus (2012)
- Rave Jesus mit Tha Fruitbat (2012)
- Gourmet Everything mit Freddy Todd (2012)
- Lego Bolognese (2013)
- Entanglement 2 mit Circuit Bent, Tom Cosm, The Mollusk, Freddy Todd, Sun In Aquarius, und Foldy (2013)
- The Art of Mr. Bill (2013–heute)
- Apophenia (2018)

Electrocado
- Guacamole Dreams (EP 2009)
- The Hass Effect (2011)
- Ahuacatl (Single 2011)
- The Shepard Tone (EP 2012)
- Insomnia (EP 2012)
- Scribble (2015)
- Scribble Remixes (2016)
- Smooth & Creamy (2017)

## Billegal Beats
Bill Day gründete 2019 ein eigenes für Glitch Hop dediziertes Label namens Billegal Beats.

## Filme
Musikalische Komposition
- Mom and Dad (2017)[1]